# ولادیمیر آکسیونوف
ولادیمیر آکسیونوف (به انگلیسی: Vladimir Aksyonov) فضانورد اهل اتحاد شوروی بود که در ۱ فوریهٔ ۱۹۳۵ در بخش کاسیموفسکی زاده شد. وی در مأموریت سایوز ۲۲، سایوز تی-۲ حضور داشته است. او در ۹ آوریل ۲۰۲۴ درگذشت.